# Belinda Heber
Belinda Heber (* 25. Oktober 1991) ist eine österreichische Badmintonspielerin. 

## Karriere
Belinda Heber wurde 2009 erstmals österreichische Meisterin, als sie die Damendoppelkonkurrenz gemeinsam mit Elisabeth Baldauf gewann. 2011 war sie in der gleichen Disziplin noch einmal erfolgreich, diesmal jedoch mit Alexandra Mathis an ihrer Seite.

## Sportliche Erfolge
| Saison | Veranstaltung                              | Disziplin   | Platz | Name                              |
| ------ | ------------------------------------------ | ----------- | ----- | --------------------------------- |
| 2009   | Österreich: Einzelmeisterschaften          | Damendoppel | 1     | Belinda Heber / Elisabeth Baldauf |
| 2010   | Österreich: Junioren-Einzelmeisterschaften | Damendoppel | 1     | Belinda Heber / Alexandra Mathis  |
| 2011   | Österreich: Einzelmeisterschaften          | Damendoppel | 1     | Belinda Heber / Alexandra Mathis  |